# Айнабулак (Жанааркинський район)
Айнабула́к (каз. Айнабұлақ) — село у складі Жанааркинського району Улитауської області Казахстану. Адміністративний центр та єдиний населений пункт Айнабулацького сільського округу.
Населення — 217 осіб (2021; 381 у 2009, 533 у 1999, 913 у 1989).
Національний склад станом на 1989 рік:
- казахи — 69 %.